# Piotr Ivánovich Shuválov
El Conde Piotr Ivánovich Shuválov (en ruso: Петр Иванович Шувалов; 1711-1762) fue un estadista y mariscal de campo ruso que, junto a su hermano Aleksandr Shuválov, pavimentó el camino para la elevación de la familia Shuválov a los puestos oficiales más altos del Imperio ruso. Es recordado como el fundador de la ciudad de Izhevsk, la capital de Udmurtia.

## Biografía
Piotr Shuválov empezó su carrera como paje en la corte de la zarina Isabel. Llamó la atención de la zarina cuando contrajo matrimonio con su cercana amiga y consuegra, Mavra Shepeleva. Por su asistencia en la entronización de Isabel, fue ascendido al rango de chambelán, después elegido senador y asumió el título de conde en 1746.
Inicialmente, estuvo a cargo de una división del ejército estacionada en las cercanías de San Petersburgo y más tarde del Cuerpo de Observación, formado por el propio Shuválov y designado para proteger la retaguardia del ejército regular. También sostuvo un puesto de ministro y gestionó las cancillerías de artillería y armamento.

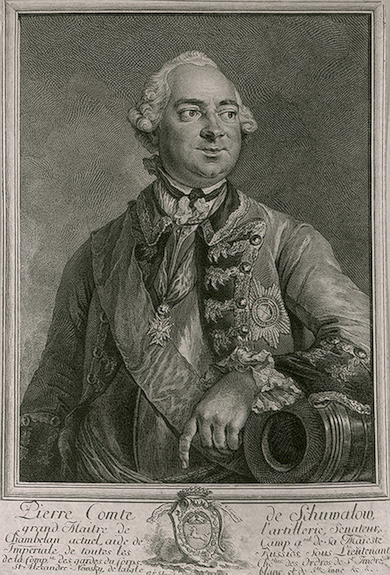
Piotr Ivanovich Shuválov

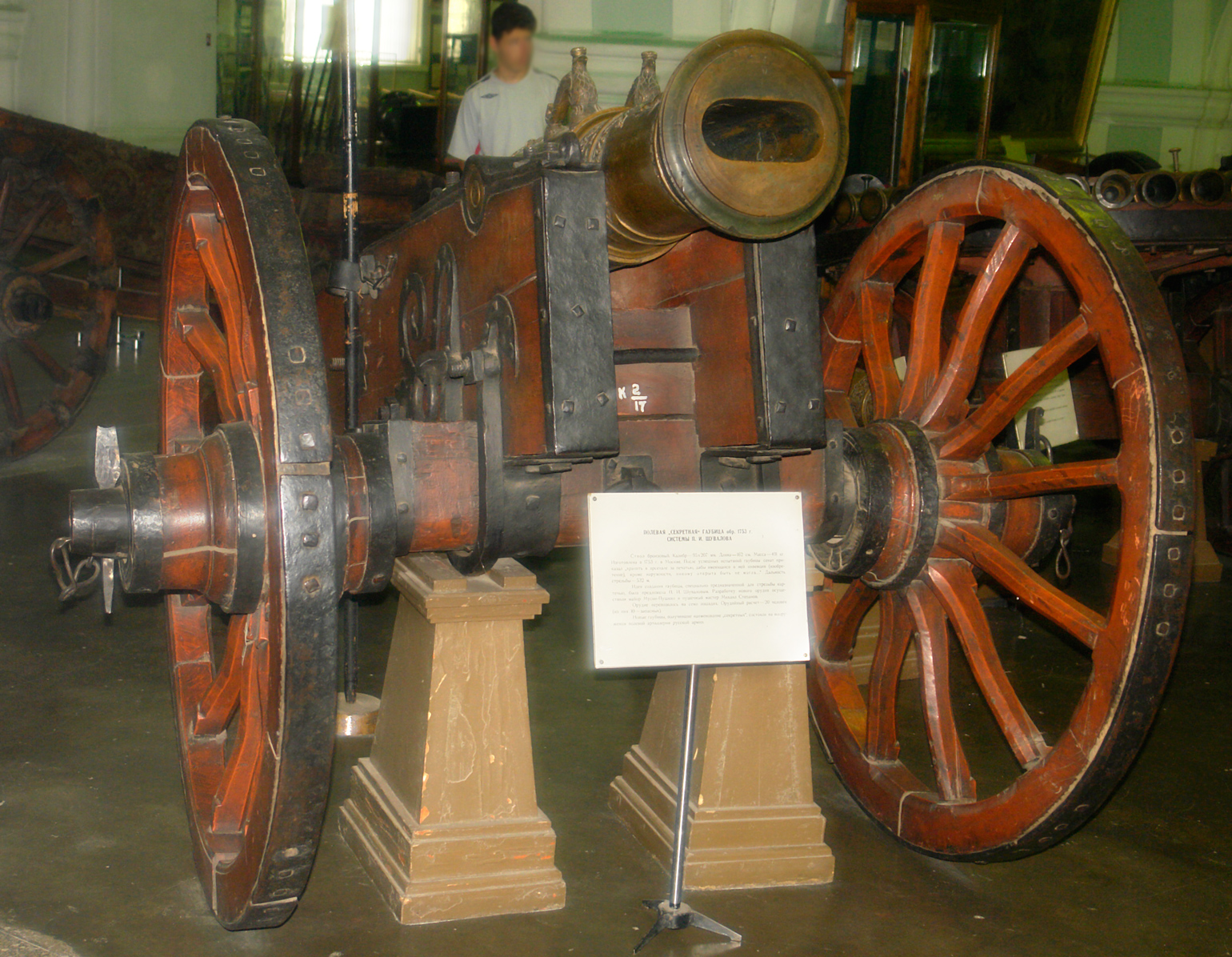
El "obús secreto" inventado por Shuválov. El calibre ovalado tenía como propósito dispersar la metralla.

Shuválov mejoró la artillería rusa y construyó unas pocas fábricas de armamento. Inventó un cañón que disparaba botes de metralla con un característico calibre ovalado, llamado "obús secreto", aunque con éxito limitado; su aportación más utilizada en la artillería rusa fue el lincorne, un tipo de cañón, que permaneció en servicio durante casi cien años.
Disfrutó de poder ilimitado a lo largo del reinado de Isabel debido a la influencia sobre la emperatriz de su esposa y su primo Iván Ivánovich Shuválov. Casi ningún asunto de estado era considerado sin Shuválov, especialmente aquellos pertenecientes a la economía nacional y la organización militar. En 1753, Shuválov presentó ante el Senado Gobernante un proyecto para la eliminación de aduanas internas y puestos de avanzada y de incremento de tarifas sobre bienes importados, en su lugar.
Shuválov es conocido por su comportamiento muy egoísta en ocasiones. Se preocupaba en exceso de sus propios intereses y, a menudo, en detrimento del estado y otras partes privadas. Obtuvo, por ejemplo, para sí el derecho exclusivo para exportar madera, manteca y aceites animales y monopolizó el comercio de focas. Conduciendo un estilo de vida rodeado de lujos, dejó una deuda de más de un millón de rublos al tesoro del estado.